# ميتويو (كاغاوا)
مدينة ميتويو (بالإنجليزية: Mitoyo)‏ هي أحد المدن التابعة لمحافظة كاغاوا، في اليابان. تم تأسيسها رسميًا في الأول من شهر كانون الثاني /يناير عام 2006. ويقدر عدد سكانها بـحوالي 69997 نسمة حسب تقدير مكتب الإحصاء الياباني لعام 2012. وتبلغ مساحة مدينة ميتويو 222.66 كم2. وتحتوي على كثافة سكانية تبلغ 314 نسمة/كم2.

## توأمة
لميتويو (كاغاوا) اتفاقيات توأمة مع:
- مانيوا